# میچل، ایلینوی
میچل (به انگلیسی: Mitchell) یک حوزه سرشماری در ایالات متحده آمریکا است که در شهرستان مدیسن، ایلینوی واقع شده‌است. میچل ۱٬۳۵۶ نفر جمعیت دارد.